# لبخند (فیلم ۲۰۲۲)
لبخند یا اِسمایل (به انگلیسی: Smile) یک فیلم فراطبیعی ترسناک آمریکایی محصول سال ۲۰۲۲ به نویسندگی و کارگردانی پارکر فین در نخستین کارگردانی فیلم بلند او است. در این فیلم سوزی بیکن در نقش درمانگری بازی می‌کند که پس از مشاهدهٔ خودکشی عجیب یک بیمار، تجربه‌های نگران‌کننده و دلهره‌آوری را پشت سر می‌گذارد و به این باور می‌رسد که آنچه تجربه می‌کند فراطبیعی است. جسی آشر، کایل گالنر، کیتلین استیسی، کل پن و راب مورگان نیز در این فیلم ایفای نقش کرده‌اند.
یک اقتباس بلند از فیلم کوتاه فین با عنوان «لورا نخوابیده» در ژوئن ۲۰۲۰ اعلام شد و بازیگران در اکتبر ۲۰۲۱ معرفی شدند. فیلم‌برداری همان ماه در نیوجرسی آغاز شد. استودیوی این فیلم که در ابتدا آن را برای پخش جریانی از طریق پارامونت پلاس تنظیم کرده بود، پس از نمایش‌های تست مثبت قوی، تصمیم گرفت فیلم را به صورت سینمایی اکران کند. لبخند نخستین نمایش جهانی خود را در ۲۲ سپتامبر ۲۰۲۲ در جشنواره فنتستیک فست داشت و در ۳۰ سپتامبر توسط پارامونت پیکچرز در ایالات متحده اکران شد.
لبخند عموماً نقدهای مثبتی را از منتقدان دریافت کرد، که از جامپ اسکرها، ارزش‌های تولیدی، و نقش‌آفرینی بیکن تمجید کردند، اگرچه برخی شباهت‌هایی را با رسانه‌های ترسناک دیگر مانند تعقیب می‌کند (۲۰۱۴) و حلقه (۲۰۰۲) دیدند. این فیلم همچنین با فروش ۲۱۷ میلیون دلار با بودجه ۱۷ میلیون دلاری در گیشه موفق بود. دنباله این فیلم در ۱۸ اکتبر ۲۰۲۴ اکران شد.

## داستان
در یک مرکز روان‌پزشکی، روان‌پزشک دکتر رُز کوتر با لورا ویور، که چند روز پیش شاهد مرگ استادش در اثر خودکشی بود، ملاقات می‌کند. لورا بیان می‌کند که توسط موجودیتی تعقیب می‌شود که به شکل افرادی ظاهر می‌شود که به او لبخند می‌زنند و به او گفته‌است که قرار است بمیرد. او پس از گفتن اینکه آن موجود در اتاقِ به‌ظاهر خالی ظاهر شده‌است، شروع به یک فروپاشی ذهنی کرده و تشنج می‌کند. رُز دور می‌شود و کمک می‌خواهد، اما وقتی برمی‌گردد، لورا را می‌بیند که به آرامی به او لبخند می‌زند، و سپس گلوی خود را با یک تکهٔ شکسته از گلدان می‌برد.
پس از رویداد خودکشی، رُز شاهد بیمار دیگری به نام کارل است که با لبخند به او فریاد می‌زند که خواهد مرد. او دستور می‌دهد که کارل را مهار کنند، اما ناگهان متوجه می‌شود که کارل تمام مدت خواب بوده‌است. دکتر مورگان دسایی، سرپرست او که نگران سلامت روانی رُز است، یک هفته با حقوق به او مرخصی می‌دهد.
وقایع فراطبیعی همچنان ادامه می‌یابد و به شدت به روابط رُز با نامزدش ترِوِر و خواهرش هالی، که معتقدند او دیوانه شده‌است، آسیب می‌زند. رُز از زمان مرگ مادر آزارگر و بیمار روانی آن‌ها، که جسدش پس از مصرف بیش از حد توسط رُز جوان کشف شده‌بود، رابطهٔ تیره‌ای با هالی داشته‌است. در طول جشن تولد خواهرزاده‌اش، کادوی بسته‌بندی شدهٔ رُز به‌نوعی با گربهٔ مردهٔ او که شب قبل ناپدید شده بود، جایگزین می‌شود. سپس رُز یک مهماندار را می‌بیند که به او لبخند می‌زند، که برای دیگران نامرئی است.
رُز وقتی متوجه می‌شود که پروفسورِ لورا در هنگام مرگ به او لبخند زده‌بود، به دیدار بیوه‌اش ویکتوریا می‌رود که ادعا می‌کند شوهرش پس از مشاهدهٔ مرگ یک زن در اثر خودکشی، رفتار متفاوتی را آغاز کرده بود. رُز به ملاقات دوست‌پسر سابق خود جوئل، کارآگاه پلیسی که به مرگ لورا پاسخ داده بود، می‌رود. با مرور سوابق پلیس، این زوج زنجیره‌ای از رویدادها را کشف می‌کنند که در آن شخصی که ظاهراً از موارد فراطبیعی رنج می‌برد، پیش از اینکه خود را بکشد، لبخند می‌زند و «نفرین» را به شاهد آن رویداد منتقل می‌کند.
جوئل متوجه می‌شود که هیچ‌یک از قربانیان نفرین‌شده بیش از یک هفته دوام نیاوردند، به جز رابرت تالی، که به دلیل کشتن یک غریبه در زندان است. رُز و جوئل در زندان به ملاقات تالی می‌روند، جایی که او توضیح می‌دهد که تنها راه برای شکستن این زنجیره، کشتن شخص دیگری در مقابل یک شاهد است، تا نفرین به او منتقل شود.
این موجودیت بعداً شکل درمانگرِ رُز، دکتر مادلین نورثکات را به خود می‌گیرد و در طی یک جلسه درمانی بداهه به رُز در خانه‌اش حمله می‌کند و به او می‌گوید که «تقریباً وقتش رسیده‌است». بعداً در پارکینگ بیمارستان، رُز رؤیای قتل کارل را در مقابل دسایی می‌بیند که در آن کارل با تمسخر بر روی رُز مضطرب فریاد می‌زند، و دسای پوست صورت خود را جدا می‌کند. پس از مشاهدهٔ یک چاقو در داخل ماشین نامنظمِ رُز، دسای به پلیس اطلاع می‌دهد. رُز در حالی که جوئل تلاش می‌کند او را ردیابی کند، به خانهٔ دورافتاده و متروکه قبلی خود می‌رود.
رُز که قصد دارد اهریمن را از شاهدان محروم کند، در خانه‌ای داخل می‌شود و در آنجا متوجه می‌شود که اهریمن به شکل مادر مرده‌اش درآمده است. مشخص می‌شود که رُز مادرش را بلافاصله پس از مصرف بیش از حد پیدا کرده بود؛ رُز شاهد مرگ مادرش بود، اما بدون دخالت. رُز با موجودی روبرو می‌شود که به شکلی قدبلند و بدشکل از مادر رُز در می‌آید. او ظاهراً موجودیت را با آتش با استفاده از یک فانوس گاز می‌کشد و در حالی که خانه می‌سوزد، به نفرین خود پایان می‌دهد. رُز به سمت آپارتمان جوئل می‌رود و از او دلجویی می‌کند، تا اینکه متوجه می‌شود که موجودیت شکل او را گرفته‌است. رُز در حال فرار–درست زمانی که جوئلِ واقعی از راه می‌رسد–متوجه می‌شود که او هنوز در خانه قدیمی است و تمام اتفاقاتی که از لحظه ورود او به خانه افتاده‌است یک توهم بود.
رُز وحشت‌زده خود را در خانه حبس می‌کند. اهریمن ظاهر می‌شود و چهرهٔ خود را می‌شکافد و شکل واقعی خود را آشکار می‌کند—موجودیتی بدون پوست و گردن‌دراز با آرواره‌های تودرتو. او سپس به زور دهان رُز را باز می‌کند و داخل بدنش می‌خزد. جوئل وارد خانه می‌شود و در نهایت رُز را می‌یابد که خودش را با نفت سفید آغشته کرده‌است. رُز به سمت او برمی‌گردد و خود را در مقابل او با لبخندی بر چهره‌اش به آتش می‌کشد و نفرین را به جوئل انتقال می‌دهد.

## بازیگران
- سوزی بیکن در نقش دکتر رز کوتر
  - مگان براون پرت در نقش رزِ ۱۰ ساله
- کایل گالنر در نقش جوئل
- کیتلین استیسی در نقش لورا ویور
- جسی آشر در نقش ترِوِر
- راب مورگان در نقش رابرت تالی
- کل پن در نقش دکتر مورگان دسایی
- رابین ویگرت در نقش دکتر مادلین نورثکات
- جودی ریس در نقش ویکتوریا مونوز
- جیلیان زینسر در نقش هالی
- دورا کیس در نقش مامان
- کوین کِپی در نقش «مادر کابوس»
- نیک آراپوگلو در نقش گرِگ
- سارا کپنر در نقش اِستفانی
- جک سوچت در نقش کارل رِنکن
- مارتی ماتولیس در نقش «اهریمنِ لبخند» یا «اِسمایل مانستراسیتی»

## تولید
در ژوئن ۲۰۲۰، پارکر فین توسط پارامونت پیکچرز برای نویسندگی و کارگردانیِ اقتباسی بلند از فیلم کوتاه خود لورا نخوابیده انتخاب شد، که در آن زن جوانی به دنبال کمک درمانگرش بود که ناامید بود تا خود را از شر یک کابوس تکراری خلاص کند. در اوایل ماه مارس همان سال، این فیلم کوتاه برنده جایزه ویژه هیئت داوران برای بخش کوتاه نیمه شب جنوب از جنوب غربی شد. در سپتامبر ۲۰۲۱، فیلم تحت عنوان «Something's Wrong with Rose» با بازیگری سوزی بیکن به عنوان شخصیت اصلی معرفی شد. پارامونت پلیرز و تمپل هیل انترتینمنت برای تهیه‌کنندگی فیلم اعلام شدند. ماه بعد، جسی آشر، کایل گالنر، راب مورگان، کل پن، جودی ریس، جیلیان زینسر و کیتلین استیسی به بازیگران پیوستند.
تصویربرداری اصلی در ۱۱ اکتبر ۲۰۲۱، در نیوجرسی، از جمله در شهر هابوکن، آغاز شد و در ۲۴ نوامبر ۲۰۲۱ به پایان رسید.
تدوین و پس‌تولید در ۳ دسامبر ۲۰۲۱ آغاز شد، و تا پایان مهٔ ۲۰۲۲ ادامه یافت، جلوه‌های بصری توسط «The-Artery» انجام شد و توسط یووال لوی و ویکو شعربانی نظارت شد، و عنوان رسمی فیلم «Smile» اعلام شد. موسیقی فیلم توسط کریستوبال تاپیا دی ویر ساخته شده‌است. فین برای جلوه‌های عملی، الک گیلیس و تام وودروف جونیور را از آمالگمیتید داینامیکس به خدمت گرفت، که او آن‌ها را به‌عنوان تأثیری عمده در تمایل او برای تبدیل‌شدن به یک فیلم‌ساز فیلم‌های ترسناک برای کارشان در فیلم‌هایی مانند بیگانه‌ها توصیف کرد.

## انتشار
لبخند نخستین نمایش جهانی خود را در فستیوال فنتستیک فسنت در ۲۲ سپتامبر ۲۰۲۲ داشت، و سپس در ۲۷ سپتامبر در بیاند فست نمایش داده شد. این فیلم در ۳۰ سپتامبر ۲۰۲۲ توسط پارامونت پیکچرز در ایالات متحده منتشر شد. برایان رابینز، رئیس و مدیر عامل شرکت پارامونت پیکچرز، گفت که لبخند در ابتدا قرار بود فقط به صورت استریم در پارامونت پلاس منتشر شود، اما استودیو در نهایت تصمیم گرفت این فیلم را به‌دلیل نتایج قوی از نمایش‌های آزمایشی، در سینماها اکران کند.

## بازخورد

### فروش گیشه
تا تاریخ ۴ نوامبر ۲۰۲۲، لبخند ۹۴٬۷ میلیون دلار در ایالات متحده و کانادا، و ۹۴٬۱ میلیون دلار در مناطقِ دیگر جهان به دست آورده‌است، که در مجموع فروش جهانیِ ۱۸۸٫۸ میلیون دلار را نشان می‌دهد.
در ایالات متحده و کانادا، لبخند در کنار بروبچ اکران شد و پیش‌بینی می‌شد در آخر هفته افتتاحیه خود از ۳٬۶۴۵ سینما ۱۶ تا ۲۰ میلیون دلار فروش داشته‌باشد. این فیلم در نخستین روز اکران خود ۸٫۲ میلیون دلار به دست آورد، از جمله ۲ میلیون دلار از پیش‌نمایش‌های پنجشنبه شب. این فیلم برای نخستین بار به ۲۲٫۶ میلیون دلار رسید، و در صدر باکس آفیس قرار گرفت و کمی بیش از پیش‌بینی‌های خود عمل کرد، در حالی که بزرگ‌ترین فیلم سپتامبر ۲۰۲۲ در ردهٔ نخستین کارگردانی بود. این فیلم در آخر هفته دوم ۱۸٫۴ میلیون دلار فروخت و در صدر باکس آفیس باقی ماند. کاهش ۱۸ درصدی آخر هفته دوم، نشانگر دومین افت خرد در تاریخ فیلم‌های ترسناک، پس از فیلم برو بیرون با ۱۵ درصد در فوریه ۲۰۱۷، است و بهترین دوره غیرتعطیلات در دوران دنیاگیری را نشان داد. اگرچه در سومین آخر هفته اکران توسط فیلم تازه‌وارد هالووین به پایان می‌رسد از صدر جدول برکنار شد، این فیلم همچنان به خوبی حفظ شد و ۱۲٫۶ میلیون دلار فروش کرد.

### پاسخ انتقادی
در وبگاه جمع‌آوری نقد راتن تومیتوز، ٪۷۹ از ۱۷۳ بررسی منتقدان مثبت است و میانگینِ امتیاز آن ۶٫۶/۱۰ است. اجماع این وبگاه چنین می‌نویسد: «تصاویر عمیقاً ترسناک و عملکرد برجستهٔ سوزی بیکن، کاوش ناراحت‌کنندهٔ اِسمایل در مورد آسیب را بیشتر می‌کند و به فیلم بلند نادری منجر می‌شود که به‌طور رضایت‌بخشی در کوتاه‌مدت گسترش می‌یابد.» این فیلم در متاکریتیک که از میانگین وزنی استفاده می‌کند، بر اساس نظر ۳۲ منتقدین امتیاز ۶۸ از ۱۰۰ را کسب کرده که نشان‌گر «نقدهای عموماً مطلوب» است. تماشاگران شرکت‌کننده در نظرسنجی سینماسکور به فیلم نمره متوسط «B–» را در مقیاس «A+» تا «F» دادند، در حالی که آن‌ها در پست‌ترک نمره کلی ۶۹ درصد مثبت را به فیلم دادند و ۵۳ درصد گفتند که قطعاً آن را توصیه می‌کنند.
ماریسا میرابال از ایندی‌وایر به فیلم نمره «B-» داد و به شباهت‌های داستانی آن با فیلم‌هایی مانند تعقیب می‌کند، حلقه، آکیولوس و مقصد نهایی اشاره کرد. او نوشت: «لبخند با وجود اینکه سایه‌ای از داستان‌های دیگر است، آسیب‌های التیام‌ناپذیر را از طریق دریچه‌ای فراطبیعی و کنار هم قراردادن رویدادهای شیطانی هدایت می‌کند» و افزود که فیلم «چشم‌انداز ذهنیِ گیرا و کلاستروفوبیکی را ارائه می‌کند که باعث می‌شود هم به اخم و هم پوزخند بپردازد». تاشا رابینسون از پولیگان نوشت: «لبخند اغلب یک فیلم ترسناک حیله‌گر و حتی حیرت‌انگیز است، که آن‌قدر پر از ترس است که انباشته بودن آن باعث خنده می‌شود [...] اما مهم نیست که ترس‌های مشروع آن چقدر انباشته می‌شوند، تمام آن‌ها شگفت‌انگیز و متقاعدکننده هستند [...] هر زمان که تنشی آهسته با یک غافلگیری ناگهانی انجام می‌شود، ویرایش و موسیقی متن فیلم به طرز چشمگیری برای حداکثر تأثیر تنظیم می‌شوند [...] همه این‌ها باعث می‌شود لبخند یک حرکت کارآمد اما کاملاً بی‌رحم باشد.»
کتی رایف از راجرابرت.کام به فیلم امتیاز ۲٫۵ از ۴ ستاره داد و نوشت: «در فرایند تبدیل مفهوم از یک فیلم کوتاه ۱۱ دقیقه‌ای به یک فیلم تقریباً دو ساعته، لبخند نه تنها به طرح‌های معمایی فرمول‌گرایانه تکیه می‌کند، بلکه بر آن نیز تأکید دارد؛ در مورد مضامین ترسناک و تصاویر برگرفته از آثار محبوبی مانند حلقه و تعقیب می‌کند.» کوین ماهر از تایمز نوشت: «چند جامپ اسکر زیبا وجود دارند و بیکن کاریزماتیک است اما فیلم به شدت مشتق‌شده و کسل‌کننده است» و به آن امتیاز ۲ از ۵ ستاره داد. جفری ام اندرسون از کامن سنس مدیا نیز به این فیلم امتیاز ۲ از ۵ ستاره داد و نوشت: «تصویر یک لبخند وحشتناک و شوم آنقدر بدوی و هولناک است که ممکن است الهام‌بخش چیزی واقعاً نافذ باشد، اما متأسفانه این فیلم ترسناک بیشتر روی جامپ اسکرهای پر سر و صدایش تکیه می‌کند.»

## دنباله
در خلال مصاحبه‌هایی بین نوامبر و دسامبر ۲۰۲۲، پس از اکران فیلم، نویسنده و کارگردان پارکر فین اظهار داشت که عمداً بخش‌هایی از فیلم اول را مبهم گذاشته‌است، که در آن طرح‌های مختلف را حل نشده باقی گذاشته شده‌است، و از اینرو علاقه خود را برای کاوش این جزئیات در یک دنباله بالقوه ابراز کرد. سازنده فیلم اظهار داشت که اگرچه قسمت‌های دیگر ممکن است به بررسی پس‌زمینه آن موجودیت بپردازند، اما او مایل است ماهیت مرموز آن را دست نخورده نگه دارد. او خاطرنشان کرد که یک فیلم بعدی به‌طور قابل توجهی با فیلم اول متفاوت خواهد بود و اظهار داشت که او معتقد است «هنوز چیزهای جالب زیادی برای کشف در دنیای لبخند وجود دارند. ... من می‌خواهم مطمئن شوم که یک راه جدید، هیجان‌انگیز و تازه در آن وجود دارد که مخاطب نمی‌تواند آن را پیش‌بینی کند. من همچنین می‌خواهم راه‌های جدیدی برای ترساندن آنها پیدا کنم و آنها را عصبی کنم.»
در مارس ۲۰۲۳، فین قراردادی را با پارامونت پیکچرز امضا کرد تا پروژه‌های ترسناک دیگری را برای کمپانی توسعه دهد. ماه بعد در کامیک کان ۲۰۲۳، پارامونت اعلام کرد که دنباله لبخند با چراغ سبز روشن شده و وارد مرحله پیش تولید شده‌است و همچنین فین به عنوان نویسنده و کارگردان بازگشته است. در دسامبر ۲۰۲۳، نائومی اسکات برای ایفای نقش اصلی انتخاب شد. ماه بعد، لوکاس گیج برای نقشی نامشخص انتخاب شد. ماه بعد، گزارش شد که کایل گالنر نقش خود را در نقش جوئل از اولین فیلم تکرار خواهد کرد و رزمری دویت نیز به بازیگران پیوسته‌است. دیلن گلولا، رائول کاستیو و مایلز گوتیرز-ریلی در فوریه ۲۰۲۴ به بازیگران پیوستند.